# Kim Duk-koo
Dans ce nom coréen, le nom de famille, Kim, précède le nom personnel.

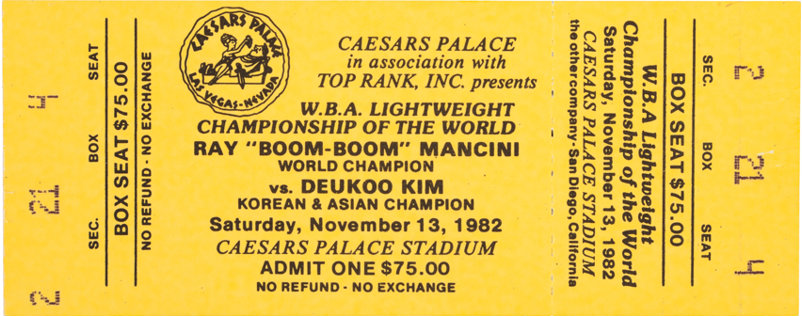

Kim Duk-koo, né le 8 janvier 1959 au district de Goseong dans la province de Gangwon est un boxeur sud-coréen mort le 17 novembre 1982 à Las Vegas au Nevada à la suite d'un combat de championnat du monde des poids légers WBA face à Ray Mancini.

## Carrière
Passé professionnel en 1978, il devient champion de Corée du Sud des poids légers en 1978 et champion d'Asie deux ans plus tard. Après 3 défenses victorieuses, il est classé challengeur no 1 du champion du monde WBA de la catégorie, Ray Mancini. Le combat est organisé au Caesars Palace de Las Vegas le 13 novembre 1982 et se termine tragiquement par la mort du boxeur asiatique des suites de ses blessures 4 jours après avoir été battu par KO au 14e round. Ce combat aura un fort retentissement dans le monde de la boxe et aura pour conséquence de réduire de 15 à 12 rounds la durée des championnats du monde afin de davantage préserver l'intégrité physiques des boxeurs.

## Cinéma
- 2002 : Champion, biopic sur sa vie.